# Neuville-sur-Brenne
Neuville-sur-Brenne är en kommun i departementet Indre-et-Loire i regionen Centre-Val de Loire i de centrala delarna av Frankrike. Kommunen ligger i kantonen Château-Renault som tillhör arrondissementet Tours. År 2022 hade Neuville-sur-Brenne 890 invånare.

## Befolkningsutveckling
Antalet invånare i kommunen Neuville-sur-Brenne
Referens:INSEE